# Farrago racemosa
Farrago es un género monotípico de plantas herbáceas perteneciente a la familia de las poáceas. Su única especie: Farrago racemosa Clayton, es originaria de Tanzania donde se encuentra en los espacios abiertos entre las grietas de las rocas.

## Etimología
El nombre del género significa popurrí, mezcolanza aludiendo a las "morfológicamente difíciles " espiguillas. 